# Chinte
Chinte (珍手 ou 镇定, 'mãos insólitas') é um kata praticado em vários estilos de caratê. Sua origem remonta a Oquinaua, onde teria sido praticado primeiro pelos adéptos do estilo Tomari-te. Contém técnicas pouco ususais e, bem assim, contém movimentos circulares longos e movimentos ligeiros, os quais, para serem implementados, não precisa o praticante ter força física.

## História
É uma forma que é da linhagem do estilo Tomari-te, que teria chegado a Oquinaua por intermédio de uma mestre chinês chamado Lau Lai Annan.

### Genealogia
Tomari-te
Shuri-te
Shorin-ryu
Shotokan
Shito-ryu
Wado-ryu

## Características
O nome do kata quer dizer mãos estranhas, devido às técnicas nada usuais que ele apresenta. Dizia-se que o kata conteria técnicas destinadas às mulheres, mas não é esse o caso, pois o real conteúdo são técnicas manuais que não precisam de força física para executar, isto é, até um iniciante, desde que estude diligentemente a forma, terá condições de repelir agressões, já que os golpes são dirigidos a pontos mais sensíveis do corpo, como é o caso dos olhos. Em verdade, o kata contém técnicas que utilizam da canalização das energias (ki).
Muitas pessoas criticam esse kata por acham que é para mulher, ou mesmo que é um kata criado para ser usado na água, e assim os três pulos no final seriam para chegar a uma parte mais rasa.

A verdade, entretanto, é que o Chinte é um kata voltado à defesa pessoal, oriundo da era pré-esportiva do karatê, que precisou ser adaptado para a competição. Todos os kata do estilo shotokan seguem um embuzen que começa e termina no mesmo ponto (NAKAYAMA, V.2), e o kata original não seguia esta característica como pode ser visto até hoje na forma deste kata no estilo Shito Ryu  e no Shorin Ryu . Assim, conforme Jessen Enkamp Sensei (3 WEIRD Karate Rules: WKF, Kyokushin, JKA), Nakayama Sensei colocou os tais pulos controversos exatamente para que se adequasse à regra de se voltar ao mesmo lugar do inicio.